# Giuseppe Giofrè
 (mai 2023).
La mise en forme du texte ne suit pas les recommandations de Wikipédia : il faut le « wikifier ».
Les points d'amélioration suivants sont les cas les plus fréquents. Le détail des points à revoir est peut-être précisé sur la page de discussion.
- Les titres sont pré-formatés par le logiciel. Ils ne sont ni en capitales, ni en gras.
- Le texte ne doit pas être écrit en capitales (les noms de famille non plus), ni en gras, ni en italique, ni en « petit »…
- Le gras n'est utilisé que pour surligner le titre de l'article dans l'introduction, une seule fois.
- L'italique est rarement utilisé : mots en langue étrangère, titres d'œuvres, noms de bateaux, etc.
- Les citations ne sont pas en italique mais en corps de texte normal. Elles sont entourées par des guillemets français : « et ».
- Les listes à puces sont à éviter, des paragraphes rédigés étant largement préférés. Les tableaux sont à réserver à la présentation de données structurées (résultats, etc.).
- Les appels de note de bas de page (petits chiffres en exposant, introduits par l'outil «  Source ») sont à placer entre la fin de phrase et le point final[comme ça].
- Les liens internes (vers d'autres articles de Wikipédia) sont à choisir avec parcimonie. Créez des liens vers des articles approfondissant le sujet. Les termes génériques sans rapport avec le sujet sont à éviter, ainsi que les répétitions de liens vers un même terme.
- Les liens externes sont à placer uniquement dans une section « Liens externes », à la fin de l'article. Ces liens sont à choisir avec parcimonie suivant les règles définies. Si un lien sert de source à l'article, son insertion dans le texte est à faire par les notes de bas de page.
- La présentation des références doit suivre les conventions bibliographiques. Il est recommandé d'utiliser les modèles {{Ouvrage}}, {{Chapitre}}, {{Article}}, {{Lien web}} et/ou {{Bibliographie}}. Le mode d'édition visuel peut mettre en forme automatiquement les références.
- Insérer une infobox (cadre d'informations à droite) n'est pas obligatoire pour parachever la mise en page.

Pour une aide détaillée, merci de consulter Aide:Wikification.
Si vous pensez que ces points ont été résolus, vous pouvez retirer ce bandeau et améliorer la mise en forme d'un autre article.
Giuseppe Giofrè, né à Gioia Tauro le 10 janvier 1993, est un danseur, chorégraphe et personnalité de la télévision italienne.
Vainqueur de la catégorie de danse de la onzième édition de l'émission de télévision italienne Amici di Maria De Filippi, Giofrè a obtenu du succès aux États-Unis en dansant dans les tournées et les vidéoclips de Taylor Swift, Jennifer Lopez, Dua Lipa, Ariana Grande, Kelly Clarkson, Carrie Underwood, Pink et les Jonas Brothers . Il a travaillé avec de nombreux réalisateurs et chorégraphes internationaux comme Jonas Åkerlund, Dave Meyers, Joseph Kahn. Giofrè a collaboré aussi avec des professionnels  italiens comme Alessandra Celentano, Elena D'Amario, Veronica et Giuliano Peparini.
Pendant  sa carrière, il a également fait partie  de compagnies de danse dans des émissions de télévision britanniques, françaises et américaines, notamment The X Factor UK, NRJ Music Award, Dancing with the Stars et MTV Video Music Awards.Il a été aussi juge et danseur professionnel dans l' émission  Amici en Italie. 

## Biographie
Giuseppe Giofrè est né et a grandi à Gioia Tauro, en Calabre, où il a commencé à étudier la danse avec son frère à l'école de Noemi Verduci. À l'âge de dix-sept ans, il a déménagé à Reggio Calabria pour étudier la danse hip hop, le jazz et le funk,.
En 2011, il participe à la onzième édition du concours de talents Amici di Maria De Filippi, soutenu par le chorégraphe et mâitre Luciano Mattia Cannito. Il arrive à la dernière étape du programme  et en mai 2012, Giofrè gagne la catégorie danse de Amici,, obtenant une bourse de 6 mois au Millennium Dance Complex à Los Angeles, Californie.
Après avoir terminé ses études aux États-Unis, il participe au vidéoclip de la chanson Live 4 Die 4 de RJ et Pitbull, en juillet 2012, qui sort en septembre 2012. Ensuite Giofrè a été sélectionné pour l'émission de télévision britannique The X Factor UK, travaillant avec la troupe de danse du programme qui était chorégraphiée par Brian Friedman, et en tant que danseur sur les NRJ Music Awards diffusés en France. Le 1er avril 2013, Giofrè a sorti son premier single, intitulé Break, suivi de son premier album Call on me, sorti le 15 octobre 2013.

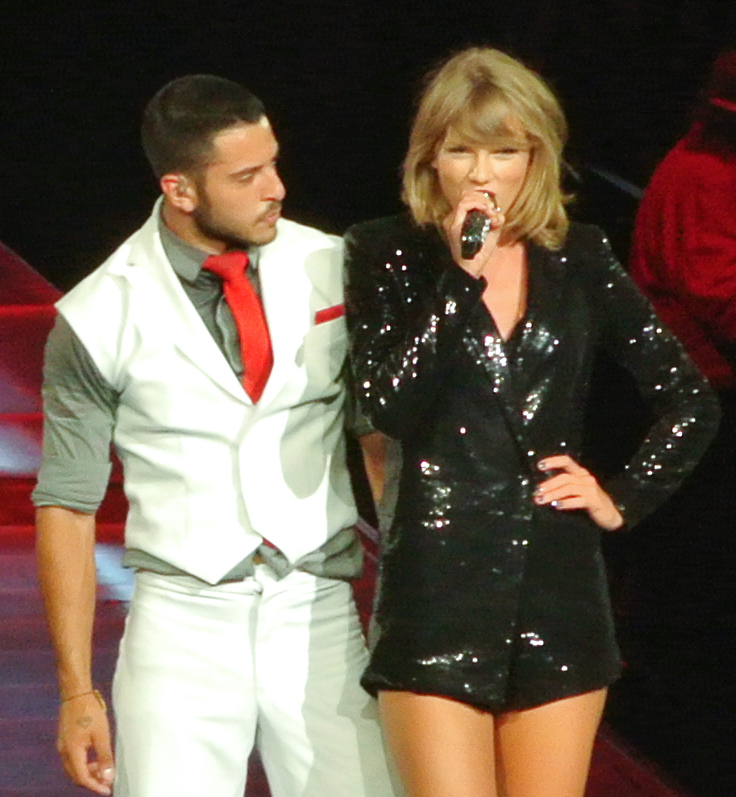
Giofré avec Taylor Swift lors de The 1989 World Tour

En 2014, Giofrè a déménagé à Los Angeles, grâce à un contrat avec McDonald Selzinick Associates (MSA), commençant à travailler comme danseur et apparaissant dans les clips Crazy d'Erika Jayne et Something in the Water de Carrie Underwood, vidéos  chorégraphiés par Travis Wall et lauréat du CMT Music Award pour la vidéo de l'année. L'année suivante, il est apparu dans Juicy Wiggle de Redfoo et La Malquerida avec Chiquis Rivera, sous la direction de Jessy Terrero. À partir de 2015, Giofrè a commencé à travailler dans le corps de ballet de l'autrice-compositrice-interprète américaine Taylor Swift, étant initialement sélectionné comme danseur de réserve pour la tournée The 1989 World Tour. Il est apparu aussi dans le clip de Swift New Romantics, réalisé par Jonas Åkerlund.
En 2016, Giofrè a dansé lors de la performance live de Side to Side de Nicki Minaj et Ariana Grande aux MTV Video Music Awards, et dans la performance de Nick Jonas lors d'un épisode de The Late Late Show avec James Corden. En 2016, il est également retourné en Italie jusqu'en 2018 en tant qu'assistant et membre du corps de ballet de Amici di Maria De Filippi, travaillant avec des danseurs et chorégraphes professionnels italiens tels qu'Alessandra Celentano, Elena D'Amario, Veronica et Giuliano Peparini.
En 2017, il participe à des projets avec divers artistes, apparaissant comme danseur pour la performance de Camila Cabello aux Billboard Music Awards, ainsi que dans les vidéoclips de Beautiful Trauma de Pink et Love So Soft de Kelly Clarkson, ce dernier sous la direction de Dave Meyers. Cette même année, il est revenu aux projets de Taylor Swift, étant choisi pour les vidéoclips de Look What You Made Me Do et ...Ready for It?, tous les deux mis en scène par Joseph Kahn et chorégraphiés par Tyce Diorio. En 2018, il a fait partie de la nouvelle tournée de Taylor Swift, The Reputation Stadium Tour en tant que membre du corps de ballet.
En 2019, Giofrè devait danser au Briteny Spears Domination Residency Show à Las Vegas, un événement annulé par l'artiste elle-même en raison de problèmes de santé,. Il a ensuite été choisi pour les vidéoclips de Swift Me! et You Need to Calm Down, en collaboration avec Swift et Dave Meyers pour la mise en scène et la chorégraphie était réalisée par Tyce Diorio. Entre juin et août 2019, il a participé à la tournée It's My Party Tour de Jennifer Lopez et en septembre 2019, il a été inclus dans le casting du corps de ballet de Dancing with the Stars.
En 2020, Giofrè est retourné en Italie pour travailler comme danseur professionnel chez Amici di Maria De Filippi . Au cours de l'année, il s'installe à Londres, au Royaume-Uni, où il participe au concert Studio 2054 de Dua Lipa et au vidéoclip I'm Ready de Sam Smith et Demi Lovato. Toujours en 2020, il a également joué avec les Jonas Brothers lors de leur tournée Happiness Begins. En 2021, il a fait partie du  film Cendrillon d'Amazon Prime Video. En 2023, il a été choisi comme juge pour la phase finale de la 22e édition des Amici di Maria De Filippi,.
Giofrè a travaillé aux côtés d'artistes internationaux tels que Dua Lipa Justin Timberlake, Camila Cabello, Jennifer Lopez, Kelly Clarkson, Ariana Grande, Nicki Minaj, Paula Abdul, Wiz Khalifa, Leona Lewis, Kelsea Ballerini, Nelly, Charli XCX, Ellie Goulding, Selena Gomez, Omi, Fifth Harmony, Mary J Blige, Little Mix, Jason Derulo, Fetty Wap, Nick Jonas, Chiquis, Dan Reynolds d'Imagine Dragons, The Weeknd, Erika Jayne, Carrie Underwood, Redfoo, Pitbull et Ricky Martin.

## Vie privée
De 2018 à 2022, il a été fiancé au danseur Adam Vesperman,.

## Discographie

### Albums d'atelier
- Call on Me (2013)

## Filmographie
Film
- 2021 : Cendrillon de Kay Cannon

Documentaires
- 2016 : The 1989 World Tour Live de Jonas Åkerlund
- 2018 : Reputation Stadium Tour de Taylor Swift de Jonas Åkerlund

## Les programmes de télévision
- Amici di Maria De Filippi ( Canale 5, Real Time, 2011-2012, 2015-2020, 2023) - concurrent (2011-2012), danseur et chorégraphe professionnel (2015-2020), juge (2023)
- The X Factor UK (2013) - danseur professionnel
- NRJ Music Award (2013) - danseur professionnel
- The Late Late Show avec James Corden (2016) - danseur professionnel
- MTV Video Music Awards (2016) - danseur professionnel
- Billboard Music Awards (2017) - danseur professionnel
- Danse avec les stars (2019) - danseur professionnel

## Vidéoclips
- 2013 : Live 4 Die 4 de RJ et Pitbull
- 2014 : Crazy d'Erika Jayne
- 2014 : Quelque chose dans l'eau de Carrie Underwood, réalisé par Raj Kapoor
- 2015 : Juicy Wiggle de Redfoo, réalisé par Antony Ginandjar et Ashley Evans
- 2015 : La Malquerida de Chiquis Rivera, réalisé par Jessy Terrero
- 2016 : New Romantics de Taylor Swift, réalisé par Jonas Åkerlund
- 2017 : Pink's Beautiful Trauma, réalisé par Nick Florez et RJ Durell
- 2017 : Love So Soft de Kelly Clarkson, réalisé par Dave Meyers
- 2017 : Look What You Made Me Do de Taylor Swift, réalisé par Joseph Kahn
- 2017 : ...Ready for It? de Taylor Swift, réalisé par Joseph Kahn
- 2019 : Me! de Taylor Swift, réalisé par Taylor Swift et Dave Meyers
- 2019 : You Need to Calm Down de Taylor Swift, réalisé par Taylor Swift et Drew Kirsch
- 2020 : I'm Ready de Sam Smith et Demi Lovato, réalisé par Jora Frantzis

## Tournée et Spectacles
- Rock in Rio USA de Taylor Swift (2015)
- Summer Hyde Park britannique de Taylor Swift (2015)
- The 1989 World tour de Taylor Swift (2015)
- Festival de mixtapes d'été de Paula Abdul (2016)
- BBC The Biggest Weekend de Taylor Swift (2018)
- Reputation Stadium Tour  de Taylor Swift (2018)
- Domination de Britney Spears (2019)
- It's My Party Tour de Jennifer Lopez (2019)
- NYSE Annual Christmas Tree Lighting  LIVVIA (2019)
- Happiness Begins Tour des Jonas Brothers (2019-2020)
- Studio 2054 par Dua Lipa (2020)